# Соковнин, Валерий Петрович
Валерий Петрович Соковнин (род. 21 февраля 1944 года) — советский и российский тренер по лёгкой атлетике. Мастер спорта СССР. Заслуженный тренер СССР (1980).

## Биография
Валерий Петрович Соковнин родился 21 февраля 1944 года в Ростовской области. В 1963 году окончил факультет физической культуры и спорта Ростовского государственного педагогического института. Призёр чемпионата РСФСР в эстафетном беге.
В 1964 году начал работать в Ростове-на-Дону тренером в школе высшего спортивного мастерства (ныне — Ростовское областное училище олимпийского резерва). Был тренером сборной СССР по лёгкой атлетике на Олимпийских играх 1980 года.
Наиболее высоких результатов среди воспитанников Соковнина добилась Людмила Кондратьева, которая тренировалась у него с 1975 года до окончания своей карьеры. Валерий Петрович кардинально изменил технику её бега, что впоследствии позволило Людмиле стать олимпийской чемпионкой 1980 года, бронзовым призёром Олимпийских игр 1988 года, двукратной чемпионкой Европы 1978 года, многократной чемпионкой СССР и рекордсменкой мира.

## Награды и звания
- Почётное звание «Заслуженный тренер СССР» (1980).
- Орден Дружбы народов (1980)[4].